# Paul Falk (filolog)
Paul Josef Axel Falk, född den 19 juni 1894 i Uppsala, död där den 1 juni 1974, var en svensk filolog. Han var son till Josef Falk.
Falk avlade filosofisk ämbetsexamen vid Uppsala universitet 1919. Han var lektor i svenska språket vid Paris universitet 1926–1932. Falk promoverades till filosofie doktor 1934 och blev docent i Uppsala samma år. Han blev lektor vid högre allmänna läroverket för gossar å Södermalm 1943, men efterträdde samma år Johan Melander som professor i romansk filologi vid Uppsala universitet. Falk blev emeritus 1959, då han efterträddes av sin lärjunge Bengt Hasselrot. Han invaldes som ledamot av Humanistiska Vetenskapssamfundet i Uppsala 1944. Falk är begravd på Uppsala gamla kyrkogård.